# Tohoku
Tohoku (japonsko Tōhoku-chihō 東北地方 ali regija Michinoku みちのく) je regija v severovzhodnem delu največjega japonskega otoka Honshū. Regija zajema šest japonskih prefektur, iz severa proti jugu se zvrstijo: prefektura Aomori, Akita, Ivate, Jamagata, Mijagi in Fukušima.
Regija je znana po svoji osupljivi pokrajini in ostrem podnebju. Večina regije je gorate, z gorovjem Ou (japonsko Ōu-sanmyaku 奥羽山脈), ki se razteza iz severa proti jugu regije. Turizem je ena izmed pomembnejših gospodarskih dejavnosti regije.

## Večja mesta
- Aizu
- Akita
- Aomori
- Fukušima
- Hačinohe
- Hiraizumi
- Hirosaki
- Ivaki
- Kakunodate
- Korijama
- Morioka
- Sendai
- Vas Šingo
- Jamagata